# Ramón Rivas
Juan Ramón Rivas Contreras (Carolina, 16 marzo 1966) è un ex cestista portoricano con cittadinanza spagnola.

## Carriera
Con Porto Rico ha disputato tre edizioni dei Giochi olimpici (Seul 1988, Barcellona 1992, Atlanta 1996), due dei Campionati mondiali (1986, 1990) e quattro dei Campionati americani (1988, 1992, 1995, 1997).

## Palmarès
- Campionato spagnolo: 1

Barcellona: 1996-97
- Copa del Rey: 1

Saski Baskonia: 1995
- Coppa d'Europa: 1

Saski Baskonia: 1995-96